# Grillo (telefono)
(Slogan descrittivo)
Grillo è un telefono ideato nel 1965 e poi prodotto nel 1967 da Siemens su progetto di Marco Zanuso e Richard Sapper. È uno tra gli apparecchi telefonici che maggiormente hanno rappresentato un'innovazione nel campo della telefonia. Un “concentrato” di tecnica, funzionalità ed estetica che meritò il prestigioso Premio Compasso d’oro nel 1967.
Nel 1993, divenuto oggetto cult e tra i simboli del design moderno, Grillo è stato esposto al MoMa di New York.

## Storia

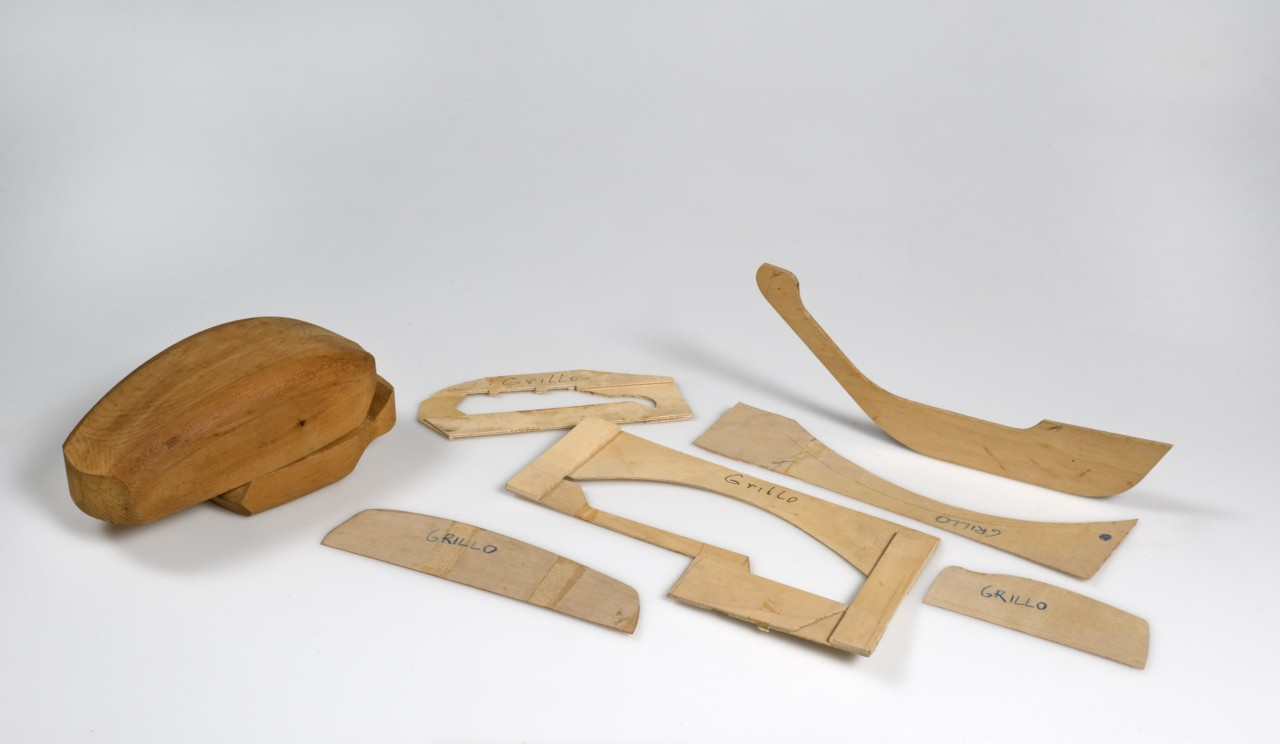
Modello in legno dell'apparecchio telefonico Grillo, con le relative dime, realizzato da Giovanni Sacchi

Il modello, le dime e le sagome del telefono Grillo sono state realizzate da Giovanni Sacchi in legno per la sua esatta riproduzione. Dietro quei profili in legno si nasconde un processo lungo e faticoso che i due designer hanno intrapreso con Giovanni Sacchi prima di arrivare a uno dei prodotti più innovativi del decennio. Questo telefono è stato pensato per permettere all'utente di poterlo tranquillamente muovere da una stanza all’altra: con Grillo ci si poteva spostare per casa e si poteva chiudere una chiamata semplicemente ripiegandolo su una cerniera a conchiglia. 
La suoneria viene inserita per la prima volta direttamente nel ricevitore e il suono prodotto dal meccanismo cosiddetto «a ronzatore» riproduce quello del minuscolo ortottero da cui il telefono prende il nome.
Questo modello di telefono viene così disegnato per risolvere in maniera diversa il rapporto ergonomico bocca/orecchio differenziandosi profondamente dal tradizionale apparecchio a palmo di mano. Il Grillo è l'anticipazione di ciò che sarebbe diventato il telefono cellulare, completamente affrancato dai vincoli meccanici e di rete per il suo funzionamento e per la sua alimentazione. Questo telefono ha modificato sessant'anni di pratica nella concezione, costruzione e uso del telefono tradizionale, generando la fisionomia di un nuovo genere di telefono. Anche se non si era ancora affermata l'idea del telefono come strumento "individuale" e "personale" di comunicazione, cosa che sarebbe avvenuta solamente con la diffusione dei cellulari negli anni Novanta, ci si stava avviando verso un uso del telefono che prevedeva una maggiore privacy per tutti i componenti della famiglia e soprattutto per i più giovani, la generazione protagonista di quegli anni.

## Descrizione

### Caratteristiche tecniche
Le caratteristiche peculiari di tale apparecchio spaziano dalla disponibilità di nuovi materiali, all’evoluzione tecnologica, alle dimensioni meno ingombranti, alla ricerca di nuove forme e di nuovi colori. Composto da due parti pieghevoli, Grillo eliminava la distinzione tra base e cornetta che aveva caratterizzato i telefoni fissi fino a quel momento. Il risultato era un oggetto ultracompatto, leggero ed essenziale. Marco Zanuso e Richard Sapper creano un oggetto tecnologico che rivela la sua funzione solo una volta aperto. Un telefono da esporre e non da nascondere. Una piccola scultura di plastica colorata con cui decorare la casa.

#### Materiali e lavorazioni
La parte superiore dell’apparecchio, dalla caratteristica forma di “conchiglia”, fu realizzata in ABS, acrilonitrile-butadiene-stirene, un materiale molto resistente che permise di realizzare un guscio dello spessore di solo 1 millimetro.

#### Dimensioni
|           |        |
| altezza   | 70 mm  |
| larghezza | 80 mm  |
| lunghezza | 160 mm |
| peso      | 500 g  |

Al momento della chiamata la sua lunghezza diventa 22 cm, una misura necessaria per permettere al microfono e al ricevitore di raggiungere la posizione ideale per effettuare una conversazione.

#### Componenti
Fino ad allora, i telefoni erano composti dal corpo dell’apparecchio fisso mentre la cornetta veniva impugnata. Con Grillo si presentavano in un unico corpo il disco combinatore, il gancio commutatore, il tasto, il microfono e il ricevitore. Novità assoluta dell’apparecchio fu il suo snodo a cerniera che univa le due parti del telefono consentendo di interrompere o iniziare una conversazione. Chiusi nel loro guscio, il disco combinatore, il microfono e l’altoparlante apparivano solo quando il telefono era in uso; mentre il ricevitore si attivava grazie all’apertura a scatto che collegava le due parti pieghevoli. A completare il telefono, una lunga corda che usciva da un’estremità per agevolare la trasportabilità dell’apparecchio e una presa in plastica dello stesso colore del ricevitore.

## Interpretazione

### Analisi plastica
Il cavo del telefono terminava con una presa in plastica sagomata, all’interno della quale era collocata la suoneria dal caratteristico ronzio, a cui il telefono deve il suo nome. Tale presa era realizzata nel medesimo colore del ricevitore: si trattava di un ulteriore accorgimento pensato per un pubblico sempre più esigente in fatto di dettagli stilistici. Oltre a essere uno dei primi telefoni in plastica, nel quale ricevitore e disco combinatore erano alloggiati in una stessa unità, con le sue dimensioni ridotte il telefono Grillo ha inaugurato un nuovo procedimento innovativo.

### Grado di codifica
Il telefono Grillo ha subito un processo di ipercodifica quando Marco Zanuso ha deciso di introdurre il cosiddetto snodo a cerniera. I telefoni in uso fino a quel momento avevano il corpo dell'apparecchio fisso, mentre solo il microtelefono poteva essere impugnato: lo snodo a cerniera collegava le due parti dell'apparecchio e la sua rotazione permetteva di stabilire e interrompere il contatto con la centrale. Il nuovo telefono poteva così essere sollevato e, durante la conversazione, poteva essere tenuto con una sola mano.

### Interazione con l'utente
Molti si chiesero, quando il telefono Grillo fu lanciato, che cosa potesse essere quel piccolo e strano oggetto a forma di conchiglia. Questo telefono veniva collegato alla rete telefonica e permetteva all'utente di raggiungere qualunque abbonato in modo automatico. Quando l’utente lo tiene chiuso il telefono è in attesa, ovvero la linea è libera. Una volta che l’utente lo apre si presenta accessibile il disco compositore per la selezione dei numeri e il telefono è in servizio, ovvero linea occupata.

### Valorizzazione
Considerando il quadrato semiotico di Jean Marie Floch e considerando che il lavoro di Marco Zanuso nel progettare Grillo si basa su valori utilitari, che riguardano il mondo del fare e quello dell’utilità, è evidente che si tratti di una valorizzazione pratica. Si guardi, per esempio, alla forma totale del Grillo, realizzata in modo tale da permettere all’utente maggior maneggevolezza o all’introduzione dello ‘snodo a cerniera’, il quale consente all’utente di sorreggere il telefono, durante la conversazione, con una sola mano. Ci troviamo, inoltre, di fronte ad una valorizzazione utopica: essendo Grillo un telefono pensato per essere dedicato all’uso di un singolo, agisce sull’essere dell’utente trasformandolo in un individuo.